# Gaujonia arbosi
Gaujonia arbosi är en fjärilsart som beskrevs av Paul Dognin 1891. Gaujonia arbosi ingår i släktet Gaujonia och familjen Pantheidae. Inga underarter finns listade i Catalogue of Life.